# ألكسندر نيكولايفيتش رادتشينكو
ألكسندر نيكولايفيتش رادتشينكو (بالروسية: Радченко, Александр Николаевич)‏ هو لاعب كرة قدم روسي في مركز الهجوم، ولد في 14 سبتمبر 1993 في Druzhba ‏ في روسيا. لعب مع أورارتو ونادي بانانتس ونادي توسنو.

## وصلات خارجية
- ألكسندر نيكولايفيتش رادتشينكو على موقع قاعدة بيانات كرة القدم.إي يو (الإنجليزية)
- ألكسندر نيكولايفيتش رادتشينكو على موقع Soccerway.com (الإنجليزية)
- ألكسندر نيكولايفيتش رادتشينكو على موقع عالم كرة القدم.نت (الإنجليزية)